# 圣马尔谷圣殿 (罗马)
圣马尔谷圣殿（義大利語：Basilica di San Marco Evangelista al Campidoglio）是意大利罗马的一座天主教乙级宗座圣殿，敬禮圣马尔谷。它位于威尼斯广场旁的圣马尔谷广场48号。为威尼斯在罗马的国家教堂。

## 历史
该堂由教宗馬爾谷创建於336年，敬禮他的主保圣史马尔谷。此后该堂曾遭外族的劫掠，后由教宗哈德良一世和額我略四世两度重建。15世纪文藝復興时期，出生于威尼斯的保祿二世 (1464-1471)將它改為威尼斯人的教堂。堂前兴建别致的三連拱式門廊优美祝福敞廊（Loggia delle Benedizioni）。当时修建的天花板为羅馬现存最古老天花板之一（另一個是聖母大殿的天花板）。
保祿二世还在教堂旁修建了威尼斯宫作为府邸（Palazzo Venezia），後來长期作为威尼斯駐羅馬大使官邸。

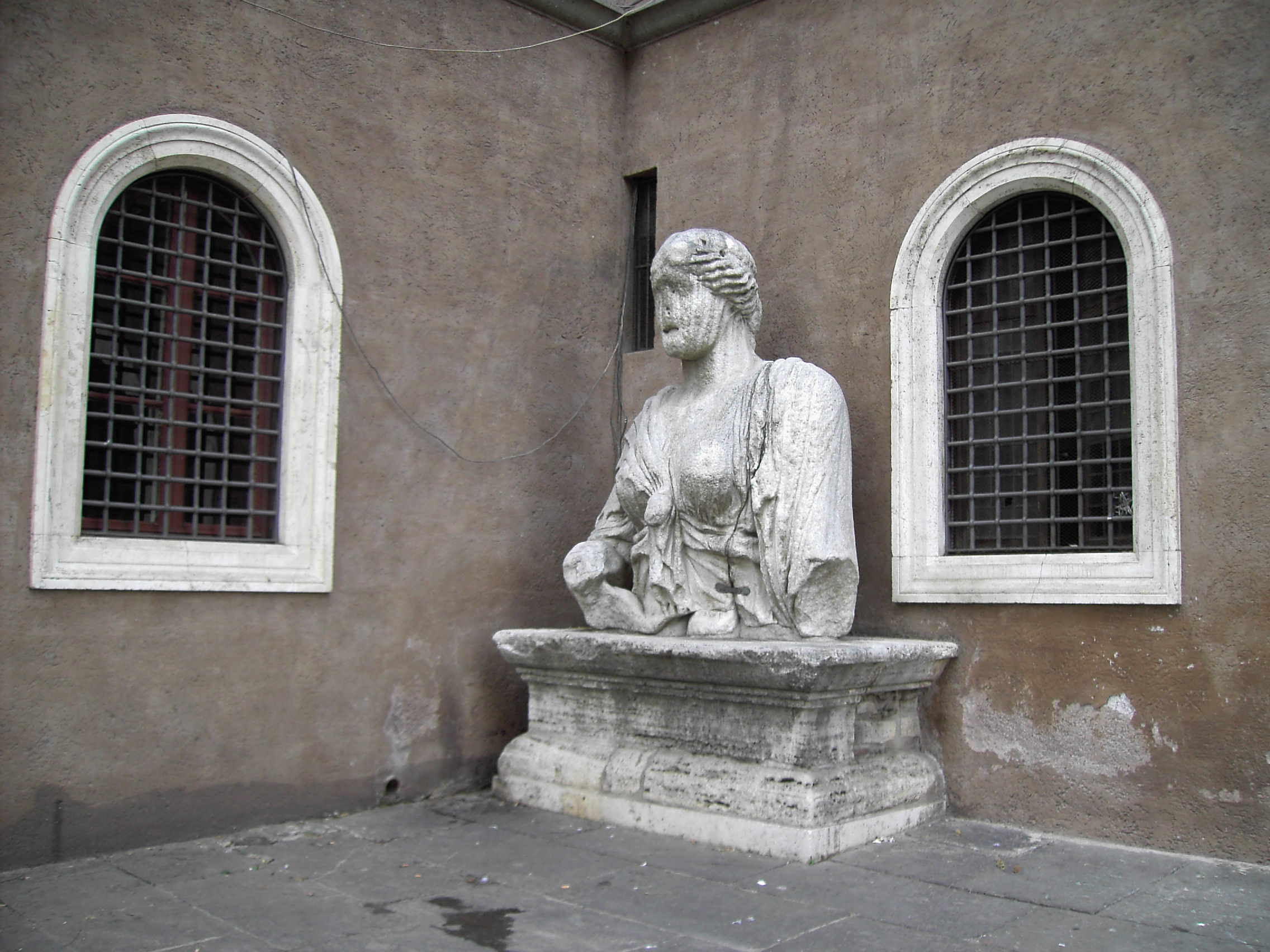